# Гаи, Малика
Малика Гаи (араб. مليكة قايد‎; 1933—1957) — алжирская медсестра, вступившая в 1955 году в ряды алжирской Национально-освободительной армии, чтобы ухаживать за её ранеными бойцами и бороться за независимость от французов во время войны в Алжире. В июне 1958 года она была застрелена французским солдатом, когда защищала раненых в пещере недалеко от селения М’Шедалла. Гаи приобрела славу одной из героических мучениц борьбы за независимость Алжира. Ей наряду с другими мучениками была посвящена серия почтовых марок, появившаяся в 2019 году.

## Биография
Малика Гаи родилась 24 августа 1933 года в районе Белькур в городе Алжир. Она была младшей из семи детей в образованной семье среднего класса, члены которой стремились участвовать в борьбе за независимость страны. Моханд Амокран, её отец, работал школьным учителем. Малика, окончив школу в 1948 году, стала изучать сестринское дело в Сетифе, получив соответствующий диплом в 1951 году. Она трудилась в больницах Херраты, Гензета и, наконец, Бугаа, где работала до 1956 года. В этот период она тайно оказывала медицинскую помощь моджахедам.
В июне 1955 года Гаи получила приглашение от полковника Амируша примкнуть к бойцам Национально-освободительной армии в долине Суммам. В августе 1956 года она участвовала в качестве медсестры и единственной женщины в Суммамской конференции, на которой Фронт национального освобождения принял принципы стратегии своей дальнейшей борьбы за независимость.
Гаи продолжала служить под началом Амируша в качестве медсестры и вооружённого бойца до 27 июня 1957 года, когда была застрелена французским солдатом. В это время она ухаживала за ранеными в пещере в горах к западу от города Буира. Французская армия проводила тогда массированное наступление на этот регион. После гибели Гаи Амируш написал её семье, подчеркнув, что она не только заботилась о моджахедах и поднимала их боевой дух, но и сама стала настоящим воином.
В 2019 году в её честь была выпущена памятная почтовая марка.